# Ульріх фон Гассель
У́льріх фон Га́ссель (нім. Ulrich von Hassell; 12 листопада 1881, Анклам — 8 вересня 1944, Берлін) — німецький дипломат, учасник змови проти Гітлера 20 липня 1944 року.

## Біографія

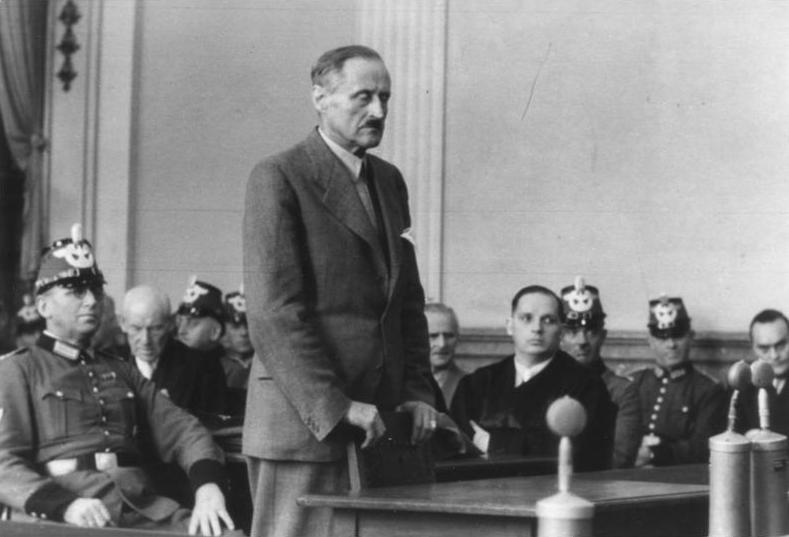
Ульріх фон Гассель на судовому процесі

Ульріх фон Гассель народився 12 листопада 1881 року в Померанії, у сім'ї лейтенанта Ульріха фон Гасселя та його дружини Маргарити. У 1899 році склав вступні іспити до гімназії імені принца Генріха (Prinz Heinrich Gymnasium), протягом 1899–1903 років вивчав юриспруденцію та економіку в Лозаннському, Тюбінгенському університетах та в Берліні, також був активістом асоціації студентів Тюбінгена. У 1909 році, після повернення з Циндао та Лондону, перебував на цивільній службі в Міністерстві закордонних справ Німецької імперії, у 1911 році був призначений віце-консулом у Генуї. Під час Першої світової війни зазнав поранення в груди, беручи участь у битві на Марні 8 вересня 1914 року, після цього працював приватним секретарем та радником адмірала Альфреда фон Тірпіца. Після закінчення війни, у 1918 році, Гассель приєднався до Німецької національної народної партії, а вже в наступному році повернувся до Міністерства закордонних справ та до початку 1930-х працював у Римі, Барселоні, Копенгагені та Белграді.
У 1932 році став німецьким послом у Королівстві Італія, у 1933 році приєднався до Нацистської партії Німеччини (НСДАП), однак виступав проти Антикомінтернівського пакту, який підписали нацистська Німеччина, фашистська Італія та Японська імперія у 1937 році, замість цього підтримував західнохристиянську спільноту Європи (сам Гассель був членом Ордену св. Іоанна та Німецької протестантської асоціації дворян). У 1938 році, унаслідок так званої кризи Фріче-Бломберга, Гітлер відкликав фон Гасселя з посади посла у Римі, однак при цьому повністю не позбавив його можливості працювати у сфері дипломатії. Незабаром після нападу Німеччини на Польщу 1 вересня 1939 року фон Гассель очолив делегацію, що мала заспокоїти уряди країн Північної Європи, які боялися наближення німецької агресії проти їх держав. 
Після початку Другої світової війни брав участь у розробці планів нейтралізації Гітлера. У цих планах Гассель мав виконувати роль посередника між консервативними опозиційними угрупованнями під головуванням Карла Фрідріха Герделера та генерал-полковником Людвігом Беком і спільнотою Крайзау. Ульріх фон Гассель разом з генералом Беком та Йоганнесом Попіцем розробили план післявоєнної внутрішньої організації Німеччини на випадок, якщо державний переворот у країні буде успішним. У післягітлерівській Німеччині фон Гассель мав бути міністром закордонних справ у тимчасовому уряді.
Однак замах зазнав невдачі, і 29 липня 1944 року фон Гассель був заарештований гестапо за підозрою в участі у спробі державного перевороту. 8 вересня, після дводенного судового процесу в Німецькому народному трибуналі (Volksgerichtshof), його було засуджено до смертного вироку, який був виконаний того ж дня у в'язниці Плетцензее (Берлін).
Після Другої світової війни було опубліковано щоденники фон Гасселя, що стали важливим доказом діяльності різних антигітлерівських угруповань у нацистській Німеччині.

## Родина
З 1911 року до моменту смерті в 1944 році Ульріх фон Гассель був одружений з Лізою фон Тірпіц (донькою адмірала Альфреда фон Тірпіца). Мав чотирьох дітей (дві доньки та два сина) від цього шлюбу.

## Нагороди
- Залізний хрест 2-го класу
- Військовий Хрест Фрідріха-Августа (Ольденбург)
- Нагрудний знак «За поранення»
- Почесний хрест ветерана війни з мечами
- Орден «Святий Олександр», великий хрест (Болгарія)
- Орден Вранішнього Сонця 1-го класу (Японія)
- Орден Святих Маврикія та Лазаря, великий хрест (Італія)
- Орден Корони (Югославія), великий хрест
- Орден Данеброг, великий хрест (Данія)
- Орден Ізабелли Католички, командорський хрест (Іспанія)
- Орден Подвійного дракона 3-го ступеня, 1-й клас (Китай)
- Орден «Османіє» 1-го класу (Османська імперія)
- Орден Святого Йоанна (Бранденбург), лицар справедливості